# Acta Eruditorum
Acta Eruditorum er titlen på et tidsskrift, som blev blev udgivet i Leipzig i Tyskland i perioden 1682-1731. Herefter blev det videreført som Nova Acta Eruditorum i perioden 1732-82.
Sammen med det franske Journal des Savants var Acta Eruditorum datidens vigtigste litterære og videnskabelige tidsskrift i Europa. Det var skrevet på latin og udkom en gang om måneden.
Tidsskriftet blev stiftet af Otto Mencke, professor ved det filosofiske fakultet, og blev videreført af hans søn Johann Burckhard Mencke og senere af sønnesønnen Friedrich Otto Mencke. Karl Andreas Bel blev den sidste redaktør i tidsskriftets i alt 100-årige levetid.
Emnerne var opdelt efter fakulteternes fagområder og indbefattede blandt andet teologi, jura, medicin, fysik, matematik og filosofi. Tidens mest berømte lærde bidrog til tidsskriftet, heriblandt Gottfried Wilhelm von Leibniz, Isaac Newton og Jakob Bernoulli.